# Macanudo
Macanudo es una serie de historietas y libros que publica  Liniers (Ricardo Siri) en el Diario Uno y Editorial común desde el 2002. 

## Orígenes
La historieta tuvo su génesis en Bonjour, que fue publicada en el suplemento NO de Página/12 desde 1999 hasta 2002. Actualmente se publica en el Diario Perú 21 en Perú y en el diario La Nación, gracias a haber sido presentada al editor del mismo por Maitena. Tras ello, el alcance de las historietas de Liniers se catapultó de modo que a 2025 ya existen 15 (quince) libros publicados sobre Macanudo. 
El humor que caracteriza a la tira es fresco, inocente, inteligente y bizarro. Las tiras deben ser leídas con detenimiento hasta sus detalles, ya que en Macanudo como en el arte a veces hay que elegir entre entender o sentir. Macanudo es frecuentemente percibido como una puesta al día de Mafalda (de Quino) en los 60, por el tipo de humor y sobre todo por uno de sus personajes protagónicos, Enriqueta. En un chiste nombra a Mafalda, diciendo que fue su primer libro, y en una entrevista Liniers dijo que si hubiera sabido que los lectores iban a tomar a Enriqueta como una modernización de Mafalda, hubiera hecho a Enriqueta varón.

## Personajes[3]
- Duendes: Entes extraños con ropas de colores llamativos y unos sombreros puntiagudos. Se dedican a hacerles distintos males a las personas mientras duermen, como cambiar cosas de lugar o causarles dolor de cuello. Aunque continuamente se ven inmersos en actividades más extrañas.  Superpoderes que tienen los duendes: Levitación, hipnosis, visión de rayos x, clarividencia... Además tienen muchísimo dinero, toman soda directo del sifón, son grandes maestros en el arte del yoyo, cuando se asustan les da hipo, y nos meten ideas raras mientras dormimos; algunos les dejan caramelos debajo de la almohada a los políticos que se portan bien.

- Ovejas: Son animales que muestran comportamientos extraños y semi-humanos, pero en presencia de los seres humanos (al igual que los pingüinos) se muestran como animales comunes. Además se prestan para todo tipo de situación descabellada. Un martes a la tarde, se dio su salto evolutivo.

- Pingüinos: Se muestran como cultos, llegando incluso a saber ballet, solitarios, relajados y curiosos, si bien procuran actuar como un pingüino normal si alguien se acerca a verlos.

- El misterioso hombre de negro: Es un personaje que nunca habla, pero que se generan en su alrededor situaciones extrañas que llevan a terminar la tira cómica con una expresión de misterio exagerada hasta el absurdo. Lo que se dice de él: 
  - Una vez salvó a un ruso de un incendio
  - Que vivió en Bolivia en los '80
  - Que no tiene dedos en los pies
  - Que conoció al Mariscal Tito, a Rita Hayworth y a Manuel Mujica Lainez
  - Que su piel es fría al tacto
  - Que nació con todos los dientes
  - Que tiene su testamento tatuado en la espalda
  - Que estuvo preso varios años
  - Que sólo come duraznos y manzanas
  - Que tiene fortunas enterradas en su sótano
  - Que de noche le salen alas
  - Que es peligroso
  - Que se hace su propia ropa
  - Que le amputaron los dedos de un pie
  - Que visita cementerios todos los martes
  - Que sus uñas son de plástico
  - Que habla sueco
  - Que tiene los dientes de Rasputin en un frasco
  - Que flota

- Enriqueta:[4] Una niña que lleva un vestido azul. Su principal diversión es leer grandes libros, dedicarse a imaginar y disfrutar de la naturaleza, por lo que generalmente en las tiras que protagoniza hay un tono existencial aunque inocente. Tiene dos amigos, Fellini, su gato, y Madariaga, su oso de peluche.

- Fellini: Un gato negro de orejas puntiagudas y nariz roja que constantemente se involucra en problemas. Confidente y completamente fiel a su amiga Enriqueta.

- Madariaga: Un pequeño oso de peluche, que si bien no parece tener vida dentro de la historieta, generalmente se le trata como si fuera capaz de manifestar actitudes humanas como soñar o pensar.

- Gente que anda por ahí: En esta sección el autor trata situaciones normales que son parte de la cotideaneidad. Sin embargo, muchas de estas historietas guardan algún mensaje oculto acerca de nuestra realidad o simplemente buscan resaltar cierto aspecto de la misma, ya sea gracioso o no.

- Las Verdaderas Aventuras de Liniers: En este segmento el autor se representa a sí mismo como un conejo, reflejando así parte de sus experiencias propias (como el nacimiento de su hija), y en especial aquellas que lo sorprenden de la vida cotidiana.

- Emociones: Liniers representa a las emociones como pequeños personajes o "cosas". Por ejemplo: la alegría, la tristeza, las dudas, los sueños y pesadillas, los problemas y demás objetos abstractos son representados como pequeños dibujos (aunque los personajes humanos no puedan verlos).

- La Vaca Cinéfila: Es un personaje que se dedica a difundir los secretos del cine, o simplemente hace notar lo predecible que son las películas hollywoodenses.

- El traductor de nombres de películas: En esta tira Liniers carga contra los traductores de los títulos de las películas, con un personaje que muestra incompetencia, ya que los traduce sin ningún tipo de similitud con el título original.

- Cosas que a lo mejor le pasaron a Picasso: Una parodia sobre la vida de Picasso.

- Alfio la bola troglodita: Es un personaje extraño y excéntrico, que aparece (muchas veces de repente) en las historietas, siempre haciendo algo raro.

- Martín y Olga:[5] Martín es un niño pequeño con una gran imaginación que comparte pequeñas aventuras junto a su amigo imaginario, Olga (*), que sólo se comunica con él repitiendo su nombre. Aun así, Martín es capaz de entender lo que este imaginario personaje le dice. Esta pareja nos demuestra el poder de la imaginación y su importancia, resaltando el mensaje de que la imaginación es lo más importante y que debemos conservarla como cuando éramos niños.

- Lorenzo y Teresita: Mediante esta pareja, Liniers nos muestra diferentes situaciones de la vida en pareja, condimentando dichas situaciones con ciertos aspectos del absurdo.

- Z-25, el robot sensible: Es un robot que tiene el don de sentir moralmente. Y esto lo convierte en un amante de la naturaleza y siempre preocupado por los demás.

- Oliverio la aceituna: Es una aceituna que se encuentra con los problemas que podría tener una aceituna si estuviera viva y con conciencia.

- Pan Chueco: Se trata de un personaje con razonamientos varios acerca de cosas cotidianas con cierta 'sabiduría inútil', denominada así por Liniers en la primera tira donde aparece el personaje, también es el inventor omnisciente -con cierta ironía- de cosas como la tristeza o el vacío. Es una parodia de Dios.

- Conceptual incomprensible: Esta es una serie de conceptuales marcadamente surrealistas que evocan elementos propios de la crítica social pero que son, sencillamente, incomprensibles.

Además, hay personajes que solo aparecen unas pocas tiras. Entre estos uno destacado es el "inquilino": un extraño ser que hace toda clase de cosas raras en la mansión Manutius.